# Mattilanlampi
Mattilanlampi är en sjö i kommunen Gustav Adolfs i landskapet Päijänne-Tavastland i Finland. Sjön ligger 96,9 meter över havet. Arean är 72 hektar och strandlinjen är 5,78 kilometer lång. Sjön  ingår i Kymmene älvs huvudavrinningsområde.   Den ligger omkring 80 km norr om Lahtis och omkring 180 km norr om Helsingfors. 
I sjön finns ön Paskosaari. 